# Harakovce
Harakovce (in ungherese Harakóc, in tedesco Harachsdorf) è un comune della Slovacchia facente parte del distretto di Levoča, nella regione di Prešov.

## Storia
Fu menzionato per la prima volta nelle cronache storiche nel 1272.